# NTLDR
NTLDR (viết tắt của NT loader) là một phần của Windows NT và là bộ nạp khởi động hệ điều hành dành cho tất cả các phiên bản hệ điều hành thuộc họ Windows NT từ Windows NT 3.1 vào năm 1993 cho tới Windows XP và Windows Server 2003. Kể từ Windows Vista, nó đã được thay thế bằng BOOTMGR. NTLDR có thể được khởi động trong ổ cứng chính, nhưng nó còn có thể khởi động từ các thiết bị lưu trữ di động như ổ đĩa CD-ROM, ổ flash USB hoặc đĩa mềm. NTLDR cũng có thể khởi động các loại hệ điều hành không thuộc gia đình Windows NT bằng cách khởi động hệ điều hành khác bằng một tệp thích hợp.
NTLDR với yêu cầu cơ bản, cần chú ý 2 tệp sau cần có trên phân vùng chứa hệ điệu hành của ổ cứng:
NTDETECT.COM, là file bộ tải khởi động chính của NTLDR, được yêu cầu tối thiểu để có thể khởi động Hệ điều hành dựa trên công nghệ NT, nó phát hiện thông tin phần cứng cơ bản cần thiết để khởi động hệ điều hành thành công.
Một tệp quan trọng bổ sung là boot.ini, chứa cấu hình khởi động (nếu thiếu file này, NTLDR sẽ mặc định là phân vùng \Windows trên phân vùng đầu tiên của ổ cứng đầu tiên).
NTLDR được khởi chạy bởi bản ghi khởi động của phân vùng hệ thống, thường được ghi vào ổ cứng bằng lệnh FORMAT hoặc SYS.

## Lịch sử
Windows NT ban đầu được thiết kế cho các nền tảng tương thích ARC, dựa vào hỗ trợ trình quản lý khởi động và chỉ cung cấp osloader.exe, một chương trình tải chấp nhận các đối số dòng lệnh thông thường chỉ định phân vùng thư mục Windows, vị trí hoặc khởi động, được khởi chạy bởi tương thích ARC trình quản lý khởi động khi người dùng chọn khởi động hệ điều hành Windows NT cụ thể. Tuy nhiên, do x86 không có bất kỳ hỗ trợ ARC nào, lớp bổ sung đã được thêm vào riêng cho nền tảng đó: trình đơn văn bản trình quản lý khởi động tùy chỉnh cho phép người dùng chọn từ một hoặc nhiều hệ điều hành và các tùy chọn được cấu hình trong tệp cấu hình boot.ini, được hỗ trợ bởi mô-đun StartUp đặc biệt chịu trách nhiệm cho một số chuẩn bị như chuyển CPU sang chế độ được bảo vệ. Khi người dùng chọn một hệ điều hành từ menu khởi động, các đối số dòng lệnh sau sẽ được chuyển đến một phần của osloader.exe chung cho tất cả các kiến trúc bộ xử lý: